# Phaulacridium marginale
Phaulacridium marginale är en insektsart som först beskrevs av Walker, F. 1870.  Phaulacridium marginale ingår i släktet Phaulacridium och familjen gräshoppor. Inga underarter finns listade i Catalogue of Life.

## Bildgalleri

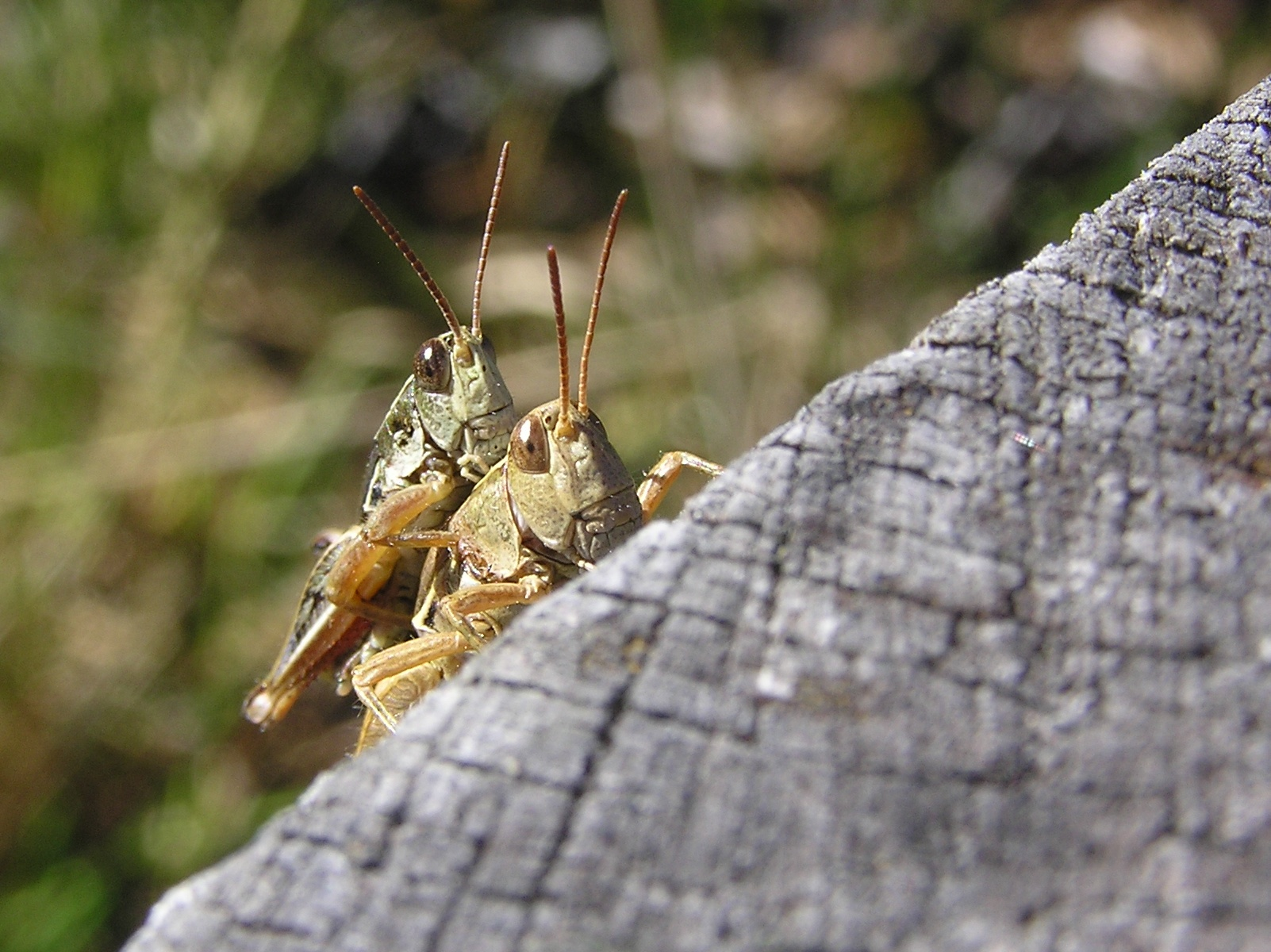
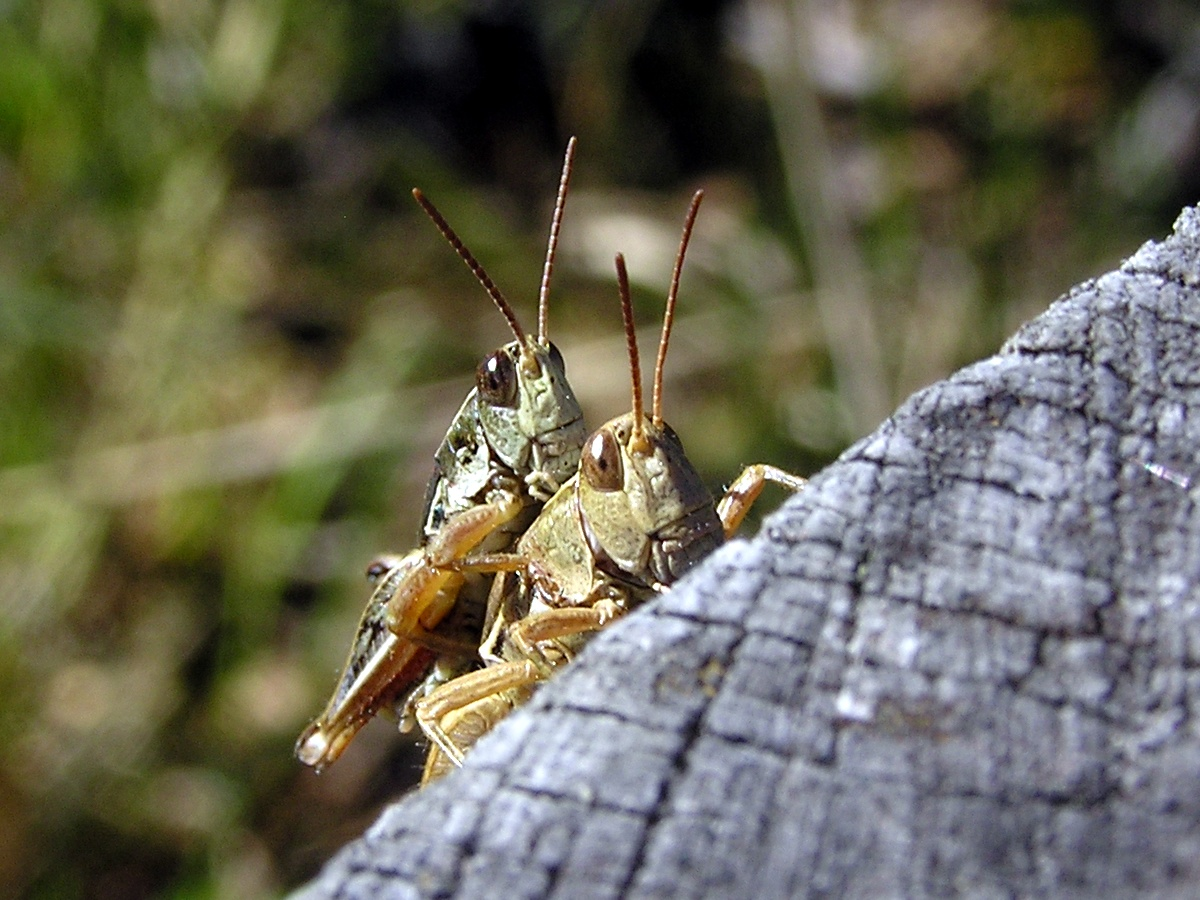
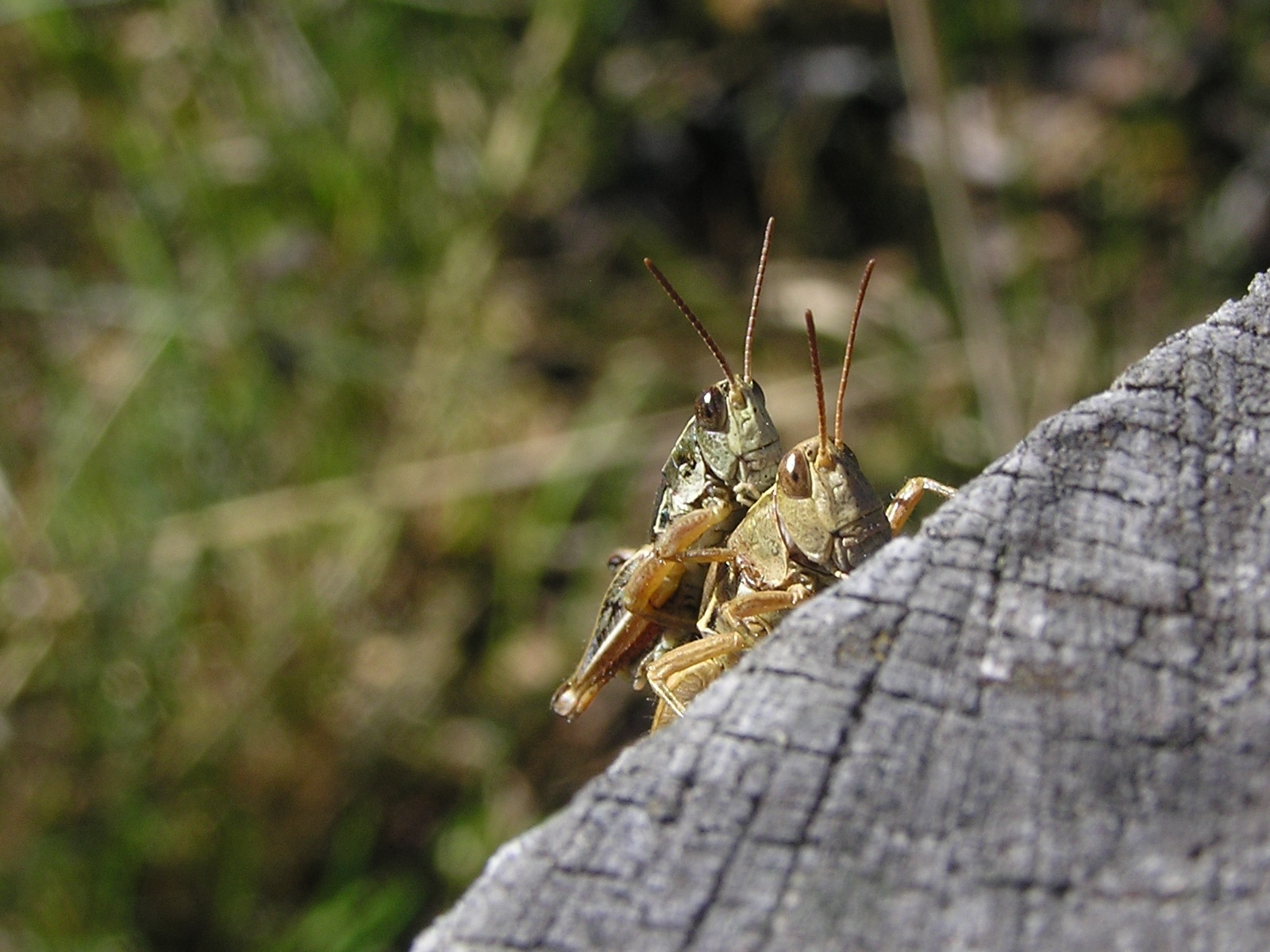
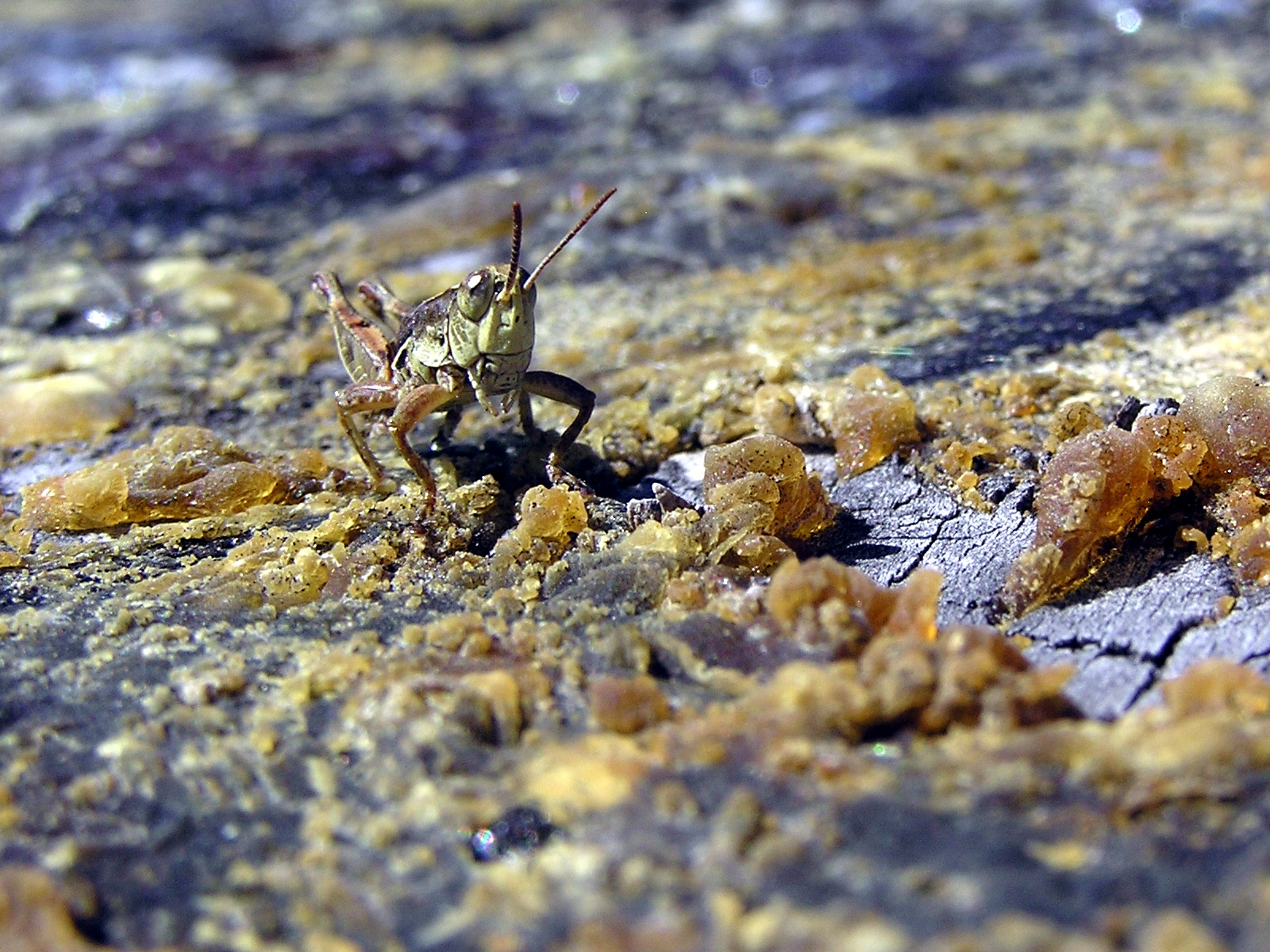
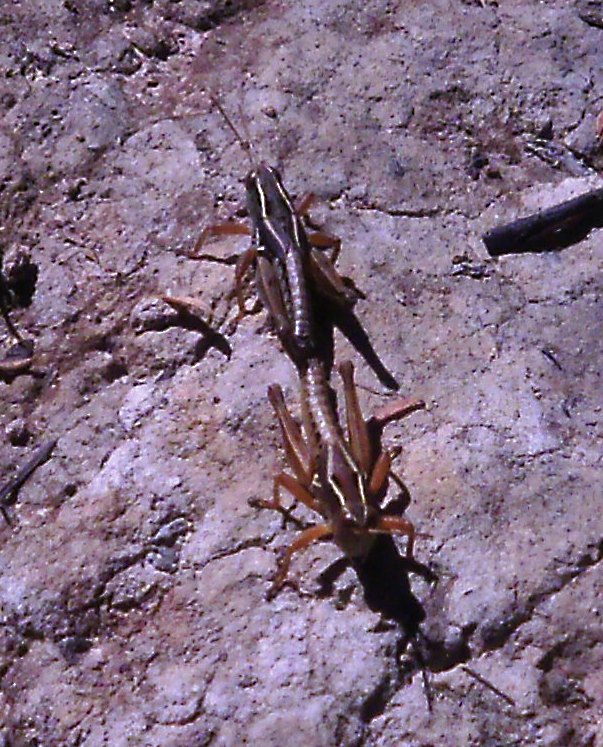